# Szantungozaur
Szantungozaur (Shantungosaurus giganteus) – duży, roślinożerny dinozaur należący do rodziny hadrozaurów. Żył w późnej kredzie (ok. 75 mln lat temu) w Azji, na terenie współczesnych Chin. Jego nazwa znaczy "Jaszczur z Szantung".

## Odkrycie
Pierwsze skamieniałości szantungozaura zostały znalezione w 1964 r. Jak dotąd odkryto pięć niekompletnych szkieletów.

## Opis
Szantungozaur jest największym znanym hadrozaurem płaskogłowym. Dorosły osobnik mógł osiągać 15 metrów długości i ważyć około 16 ton. Jego czaszka miała długość 1,63 metra. Podobnie jak inne hadrozaury miał bezzębny dziób, ale w jego szczękach było około 1500 ciasno połączonych małych zębów policzkowych, tworzących baterie zębowe, które służyły do przeżuwania twardych części roślin. Szantungozaur jest bardzo podobny do edmontozaura.